# Fica Comigo Esta Noite (livro)
Fica Comigo Esta Noite é um livro de contos da escritora e jornalista portuguesa Inês Pedrosa, editado em 2003, pela Dom Quixote. O livro, conta-nos doze histórias de vidas: de mulheres e homens perdidos na infinita noite do desejo; histórias de traições e cumplicidades sem fronteiras.
Os contos foram escritos entre 1993 e 2002, e editados nas mais variadas publicações, desde a revista "Egoísta" ao "Europaexpress".

## Lista de contos
1. Só Sexo
2. A Rapariga do Verão Passado
3. Fica Comigo Esta Noite
4. A Cabeleireira (Existe adaptação deste conto para telefilme 29 Golpes[3])
5. Um Amor na Cidade
6. Post-Sriptum
7. A Sombra das Nuvens no Mar
8. Todo o Amor
9. Como de Costume
10. Conversa de Café
11. A Cor dos Anjos
12. Europa, Plano Nocturno